# Tu non esisti
Tu non esisti è un brano musicale di Marco Masini, entrato in rotazione radiofonica il 31 marzo 2017 come secondo singolo estratto dall'album Spostato di un secondo.

## Il videoclip
Il videoclip, diretto da Gaetano Morbioli, è stato pubblicato il 7 aprile 2017.

## Tracce
1. Tu non esisti – 3:34